# دردار أتينا
دردار أتينا (الاسم العلمي:Ulmus atinia) هو نوع نباتي يتبع جنس الدردار من فصيلة الدردارية.